# Petra Lidschreiber
Petra Maria Lidschreiber (* 19. Juli 1951 in München) ist eine deutsche Fernsehjournalistin und Moderatorin.
Nach dem Besuch der Deutschen Journalistenschule in München und Hospitanzen bei der Münchner Abendzeitung und SWR, studierte sie Wirtschaftswissenschaften, Politische Wissenschaften und Ökonomie an der FU Berlin, an der Duke University in Durham, NC (USA) und an der London School of Economics. 1978 promovierte sie an der FU Berlin zur Dr. rer. pol.
Beim WDR begann sie 1979 ihre Laufbahn als Fernsehjournalistin in der Wirtschaftsredaktion. Von 1992 bis 1997 war sie für die ARD als Korrespondentin im Studio New York, anschließend im Bonner Studio. Im November wurde sie Chefredakteurin Fernsehen beim Sender Freies Berlin (SFB).
Nach der Fusion mit dem ORB 2003 hatte sie diese Funktion beim neu entstandenen Sender RBB weiterhin bis Oktober 2006 inne. Zudem moderierte sie von 1999 bis 2006 das Polit-Magazin Kontraste und zahlreiche Sondersendungen der ARD und des RBB. Ab November 2006 leitete sie die Redaktion Mittel- und Osteuropa beim RBB. Am 31. Dezember 2016 wechselte Lidschreiber in den Ruhestand.

## Auszeichnungen
- 2009 Bayerischer Fernsehpreis für Ein Jude der Deutschland liebte (ARD/rbb)